# バッファロー・ダンス

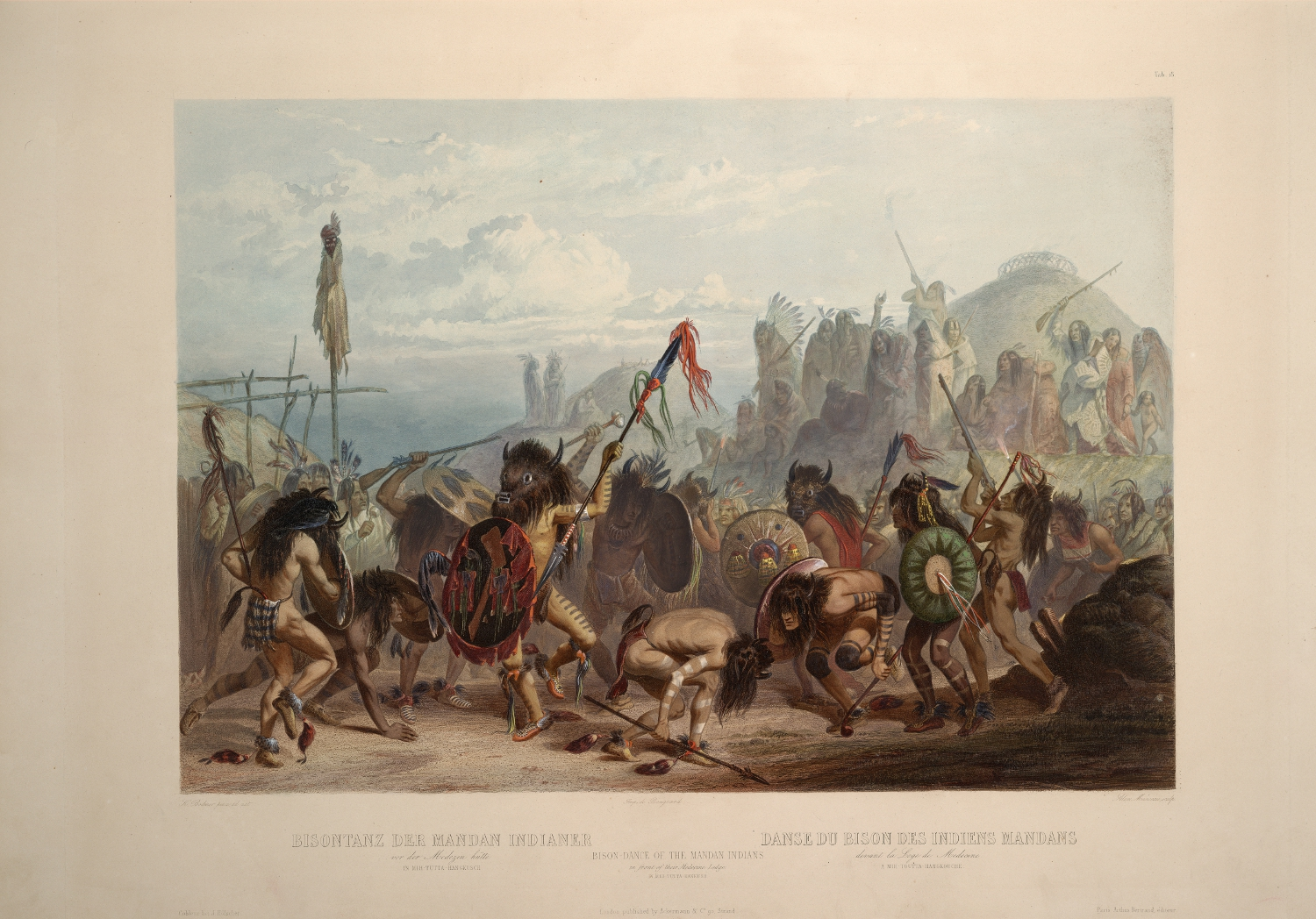
カール・ボドマーによるアクアチント「Bison-Dance of the Mandan Natives in front of their Medecine Lodge in Mih-Tutta-Hankush」、書籍『Maximilian, Prince of Wied's Travels in the Interior of North America, during the years 1832–1834』より。

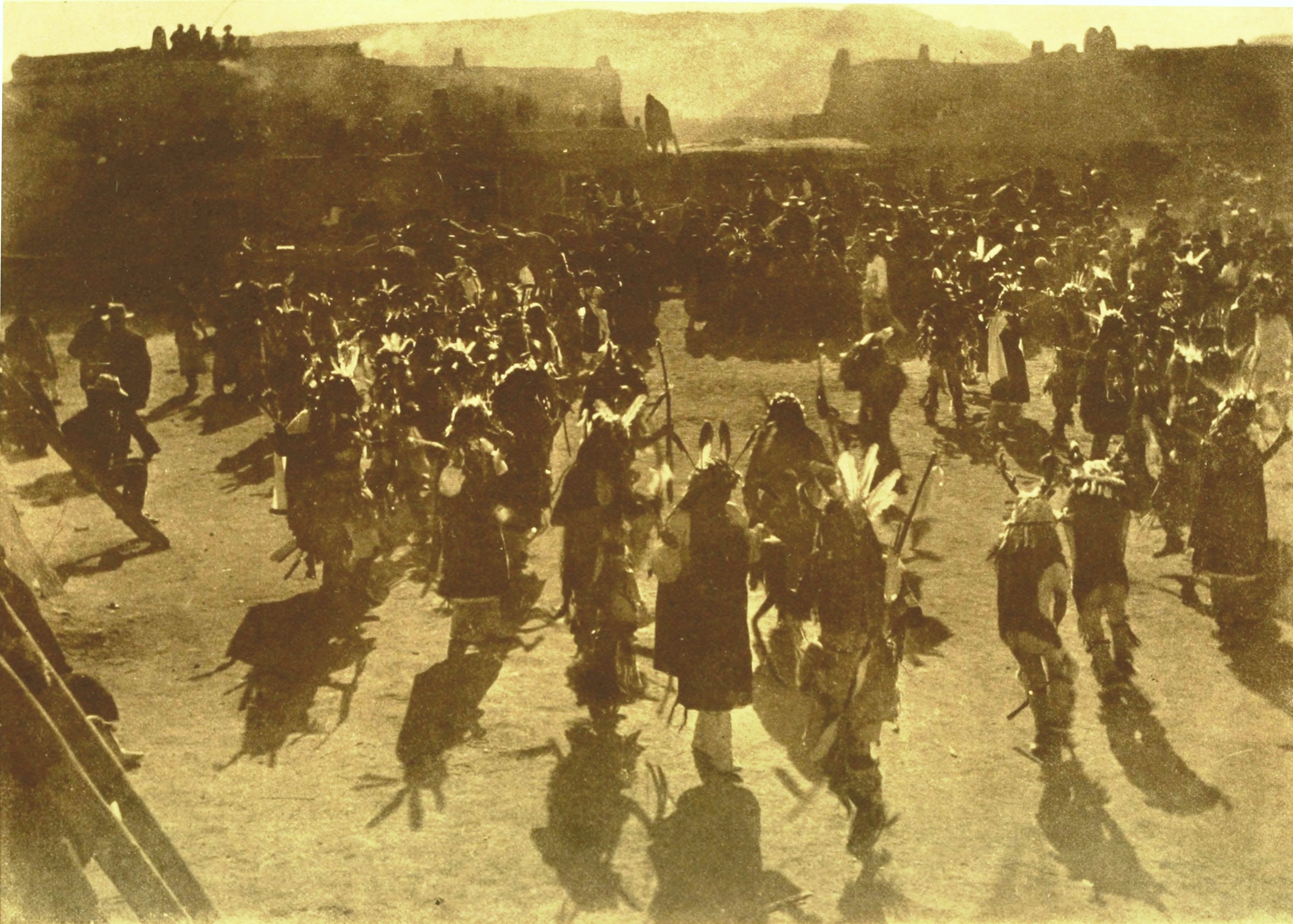
エドウィン・デミングが1893年に、後のニューメキシコ州サン・イルデフォンゾ・プエブロで撮影したバッファロー・ダンス。

バッファロー・ダンス (Buffalo Dance)、ないし、バイソン・ダンス (Bison Dance) は、マンダン族、スー族、シャイアン族、パウニー族、オマハ族などを含む北アメリカの平原インディアンの多くがおこなう年に一度のダンスの祭礼。この祭りは伝統的にバッファローの群れが戻ってくる時期におこなわれ、宴会が開かれるとともに、多数の男たちがバッファローやその他の動物の毛皮を身にまとって踊った。
バッファロー、あるいは、バイソンは、社会の中心を成すものであり、その群れの帰還を確実にすることは、すなわち食料やその他の資源の豊潤を意味する重要なことであった。
1894年に制作された16秒の短編白黒サイレント映画『バッファロー・ダンス』は、このダンスを演じる人々を撮影したものである。この作品は、ネイティブ・アメリカンを取り上げた最も初期の映画のひとつとして重要である。
バッファロー・ダンスは、より大規模な儀礼やダンス行事、例えばサンダンスの儀式の一部を指してこう呼ばれることもある。一部の部族社会においては、バッファロー・ダンスは病の治療と結びついており、バッファローの精霊を呼び出すものとされていた。